# Даріо Бенедетто
Даріо Бенедетто (ісп. Darío Benedetto, нар. 17 травня 1990, Берасатегі) — аргентинський футболіст, нападник клубу «Бока Хуніорс» та національної збірної Аргентини. Футболіст року в Аргентині (2017).

## Клубна кар'єра
У дорослому футболі дебютував 2008 року виступами за команду «Арсенал» (Саранді). 9 листопада 2008 року в матчі проти «Бока Хуніорс» він дебютував у аргентинській Прімері. Це була єдина поява на полі Даріо в тому сезоні, наступного разу він зіграв лише в наступному. 14 червня 2009 року в поєдинку проти «Лануса» він забив свій перший гол за «Арсенал». Бенедетто не часто виходив на поле і був гравцем ротації, для отримання ігрової практики він перейшов в клуб другого дивізіону Аргентини «Дефенса і Хустісія». У новій команді Даріо також не завжди виходив у стартовому складі, тому по закінченні другого сезону покинув клуб.

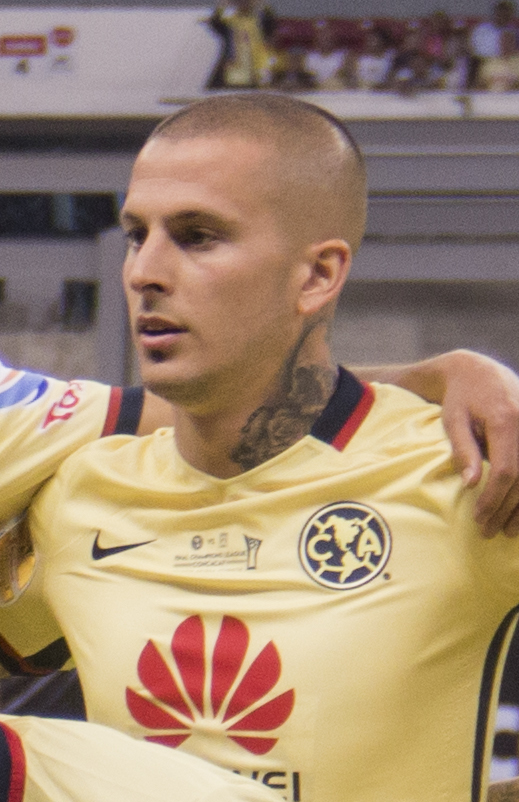
Бенедетто у складі «Америки» перед фіналом Ліги чемпіонів КОНКАКАФ. 2016 рік.

У 2011 році Бенедетто став футболістом клубу «Хімнасія і Есгріма» (Жужуй). У дев'ятнадцяти матчах за команду Бенедетто відзначився одинадцять разів і став найкращим бомбардиром команди. Успіхи Даріо не залишилися непоміченими і його рідний клуб «Арсенал» повернув нападника. Цього разу він отримував більше ігрового часу, але забивав не часто, хоча і став чемпіоном країни та володарем Суперкубка Аргентини. Після закінчення другого сезону Даріо вирішив знову покинути «Арсенал».
Влітку 2013 року Бенедетто підписав контракт з мексиканским клубом «Тіхуана». Сума трансферу склала 1,5 млн доларів. 20 липня в матчі проти «Атласа» Даріо дебютував у мексиканській Прімері. У цьому ж поєдинку він зробив перший у кар'єрі хет-трик, забивши перші м'ячі за клуб.
На початку 2015 року Даріо перейшов в інший місцевий клуб «Америка». 9 квітня в матчі Ліги чемпіонів КОНКАКАФ проти коста-риканського «Ередіано» Даріо зробив «покер» і допоміг команді вийти у фінал. 30 квітня у другому фіналі проти канадського «Монреаль Імпакт» Бенедетто зробив хет-трик і допоміг «Америці» вперше в історії виграти Лігу чемпіонів КОНКАКАФ. Він також разом з одноклубником Орібе Перальтою став найкращим бомбардиром турніру. У 2016 році Даріо вдруге поспіль став з клубом переможцем Ліги чемпіонів КОНКАКАФ, забивши гол у фіналі проти «УАНЛ Тігрес».
Влітку 2016 року Бенедетто перейшов у «Бока Хуніорс». 8 липня у півфіналі Кубка Лібертадорес проти еквадорського «Індепендьєнте дель Вальє» він дебютував за новий клуб, втім у фінал турніру команда пробитись так і не зуміла. 25 вересня в поєдинку проти «Кільмеса» Бенедетто зробив хет-трик, забивши свої перші голи за «Бока Хуніорс». У 2017 році він допоміг клубу виграти чемпіонат Аргентини. 19 листопада 2017 року Даріо отримав серйозну травму у матчі проти «Расінг», яка залишила його поза грою на пів року. За три роки відіграв за команду з Буенос-Айреса 49 матчів в національному чемпіонаті.
5 серпня 2019 перейшов до французького «Марселя». Вартість трансферу склала 14 мільйонів євро. У першому сезоні забив за марсельську команду 11 голів у 26 матчах чемпіонату та допоміг клубу здобути срібні медалі Ліги 1 2019/20

## Виступи за збірну
6 вересня 2017 року дебютував в офіційних матчах у складі національної збірної Аргентини в відбірковому матчі до чемпіонату світу 2018 року проти збірної Венесуели (1:1), замінивши у другому таймі Паоло Дибалу. Згодом зіграв ще у двох іграх кваліфікації, допомігши «біло-блакитним» кваліфікуватись на турнір, втім у фінальну заявку на «мундіаль» не потрапив.

## Статистика виступів

### Статистика клубних виступів
| Сезон                          | Команда                        | Чемпіонат                      | Чемпіонат | Чемпіонат | Національний кубок | Національний кубок | Національний кубок | Континентальні кубки | Континентальні кубки | Континентальні кубки | Інші змагання | Інші змагання | Інші змагання | Усього | Усього |
| Сезон                          | Команда                        | Ліга                           | Ігор      | Голів     | Ліга               | Ігор               | Голів              | Ліга                 | Ігор                 | Голів                | Ліга          | Ігор          | Голів         | Ігор   | Голів  |
| ------------------------------ | ------------------------------ | ------------------------------ | --------- | --------- | ------------------ | ------------------ | ------------------ | -------------------- | -------------------- | -------------------- | ------------- | ------------- | ------------- | ------ | ------ |
| 2008–09                        | «Арсенал» (Саранді)            | ПД                             | 12        | 1         | -                  | -                  | -                  | -                    | -                    | -                    | -             | -             | -             | 12     | 1      |
| 2009–10                        | «Арсенал» (Саранді)            | ПД                             | 1         | 0         | -                  | -                  | -                  | -                    | -                    | -                    | -             | -             | -             | 1      | 0      |
| 2009–10                        | «Дефенса і Хустісія»           | ПБН (ІІ)                       | 13        | 1         | -                  | -                  | -                  | -                    | -                    | -                    | -             | -             | -             | 13     | 1      |
| 2010–11                        | «Дефенса і Хустісія»           | ПБН (ІІ)                       | 10        | 1         | -                  | -                  | -                  | -                    | -                    | -                    | -             | -             | -             | 10     | 1      |
| Усього за «Дефенса і Хустісія» | Усього за «Дефенса і Хустісія» | Усього за «Дефенса і Хустісія» | 23        | 2         |                    | -                  | -                  |                      | -                    | -                    |               | -             | -             | 23     | 2      |
| 2010–11                        | «Хімнасія і Есгріма»           | ПБН (ІІ)                       | 19        | 11        | -                  | -                  | -                  | -                    | -                    | -                    | -             | -             | -             | 19     | 11     |
| 2011–12                        | «Арсенал» (Саранді)            | ПД                             | 10        | 1         | КА                 | 1                  | 0                  | -                    | -                    | -                    | -             | -             | -             | 11     | 1      |
| 2012–13                        | «Арсенал» (Саранді)            | ПД                             | 28        | 7         | КА                 | 2                  | 2                  | КЛ                   | 6                    | 3                    | -             | -             | -             | 36     | 12     |
| Усього за «Арсенал» (Саранді)  | Усього за «Арсенал» (Саранді)  | Усього за «Арсенал» (Саранді)  | 51        | 9         |                    | 3                  | 2                  |                      | 6                    | 3                    |               | -             | -             | 60     | 14     |
| 2013–14                        | «Тіхуана»                      | ПД                             | 24+2      | 11+1      | КМ                 | 0                  | 0                  | ЛЧ                   | 4                    | 1                    | -             | -             | -             | 30     | 13     |
| 2014–15                        | «Тіхуана»                      | ПД                             | 17        | 9         | КМ                 | 3                  | 1                  | -                    | -                    | -                    | -             | -             | -             | 20     | 10     |
| Усього за «Тіхуану»            | Усього за «Тіхуану»            | Усього за «Тіхуану»            | 41+2      | 21        |                    | 3                  | 1                  |                      | 4                    | 1                    |               | -             | -             | 50     | 23     |
| 2014–15                        | «Америка»                      | ПД                             | 15+2      | 5+1       | КМ                 | 0                  | 0                  | ЛЧ                   | 3                    | 7                    | -             | -             | -             | 20     | 13     |
| 2015–16                        | «Америка»                      | ПД                             | 26+6      | 9+2       | КМ                 | 0                  | 0                  | ЛЧ                   | 7                    | 1                    | КЧС           | 2             | 1             | 41     | 13     |
| Усього за «Америку»            | Усього за «Америку»            | Усього за «Америку»            | 41+8      | 17        |                    | 0                  | 0                  |                      | 10                   | 8                    |               | 2             | 1             | 61     | 26     |
| 2016                           | «Бока Хуніорс»                 | ПД                             | 0         | 0         | КА                 | 3                  | 2                  | КЛ                   | 2                    | 0                    | -             | -             | -             | 5      | 2      |
| 2016–17                        | «Бока Хуніорс»                 | ПД                             | 25        | 21        | КА                 | 3                  | 3                  | -                    | -                    | -                    | -             | -             | -             | 28     | 24     |
| 2017–18                        | «Бока Хуніорс»                 | ПД                             | 9         | 8         | КА                 | 0                  | 0                  | КЛ                   | 6                    | 5                    | -             | -             | -             | 15     | 14     |
| 2018–19                        | «Бока Хуніорс»                 | ПД                             | 15        | 2         | КА                 | 5                  | 0                  | КЛ                   | 6                    | 3                    | СА            | 1             | 0             | 27     | 5      |
| Усього за «Бока Хуніорс»       | Усього за «Бока Хуніорс»       | Усього за «Бока Хуніорс»       | 49        | 32        |                    | 11                 | 5                  |                      | 14                   | 8                    |               | 1             | 0             | 75     | 45     |
| 2019–20                        | «Марсель»                      | Л1                             | 26        | 11        | КФ+КЛ              | 2+0                | 0                  | -                    | -                    | -                    | -             | -             | -             | 28     | 11     |
| Усього за кар'єру              | Усього за кар'єру              | Усього за кар'єру              | 273       | 104       |                    | 19                 | 8                  |                      | 34                   | 20                   |               | 3             | 1             | 329    | 133    |

### Статистика виступів за збірну
| Дата       | Місто        | Господарі | Результат | Гості     | Турнір            | Голи | Примітки |
| ---------- | ------------ | --------- | --------- | --------- | ----------------- | ---- | -------- |
| 5-9-2017   | Буенос-Айрес | Аргентина | 1 – 1     | Венесуела | Відбір до ЧС 2018 | -    | 63'      |
| 5-10-2017  | Буенос-Айрес | Аргентина | 0 – 0     | Перу      | Відбір до ЧС 2018 | -    |          |
| 10-10-2017 | Кіто         | Еквадор   | 1 – 3     | Аргентина | Відбір до ЧС 2018 | -    | 76'      |
| 14-11-2017 | Краснодар    | Аргентина | 2 – 4     | Нігерія   | товариський матч  | -    | 46'      |
| 22-3-2019  | Мадрид       | Аргентина | 1 – 3     | Венесуела | товариський матч  | -    | 70'      |
| Усього     |              | Матчів    | 5         |           | Голів             | 0    |          |

## Титули та досягнення
- Чемпіон Аргентини (4):

«Арсенал» (Саранді): Клаусура 2012
«Бока Хуніорс»: 2016–17, 2017–18, 2022
- Чемпіон Мексики (1):

«Америку»: Апертура 2014
- Володар Кубка Аргентини (1):

«Арсенал» (Саранді): 2012–13
- Володар Суперкубка Аргентини (3):

«Арсенал» (Саранді): 2012
«Бока Хуніорс»: 2018, 2022
- Переможець Ліги чемпіонів КОНКАКАФ (2):

«Америка»: 2014–15, 2015–16

### Індивідуальні
- Футболіст року в Аргентині: 2017
- Найкращий бомбардир Ліги чемпіонів КОНКАКАФ: 2014–15 (7 голів)
- Найкращий бомбардир чемпіонату Аргентини: 2016–17 (21 гол)